# Richard Powers
Richard Powers (Evanston, 18 de junho de 1957) é um romancista norte-americano. Suas obras exploram sobretudo os efeitos da ciência e da tecnologia na vida humana.

## Biografia
Nascido em Evanston, Illinois, e interessado em ciência na adolescência, ele se matriculou em um curso de graduação em física na Universidade de Illinois. Mas logo foi seduzido pela literatura, graduando-se na área em 1979. Após a formatura, ele trabalhou em Boston como programador até que um encontro com um fotógrafo no Museu de Belas Artes o fascinou tanto que ele largou o emprego e passou os dois anos seguintes escrevendo seu primeiro romance, Three Peasants Going To Dance, lançado em 1985.
Posteriormente, Powers mudou-se temporariamente para a Holanda, onde escreveu The Prisoner's Dilemma, uma obra que justapõe a Disney e o armamento nuclear. Após isso, escreveu sua obra até então mais conhecida, The Gold Bug Variations, uma história que combina genética, música e ciência da computação. Por fim, lançou em 2018, The Overstory, Prêmio Pulitzer de literatura.
Atualmente ensina redação criativa Universidade de Illinois em Urbana-Champaign.

## Obra
- 1985 Três fazendeiros que vão dançar, Torino Bollati Basic Books , 1991.
- 1988 O dilema do prisioneiro, Torino, Bollati Basic Books , 1996.
- 1991 The Gold Bug Variations, Harpercollins ( ISBN 0-688-09891-6 )
- 1993 Operation Wandering Soul, Harpercollins ( ISBN 0-688-11548-9 )
- 1995 Galatea 2.2. ( Galatea 2.2 ), Roma, Fanucci , 2003.
- 1998 Dirty money ( Gain ), Rome, Fanucci , 2007.
- 2000 Plowing the Dark , Farrar, Straus & Giroux ( ISBN 0-374-23461-2 )
- 2003 The Time of Our Singing, Mondadori, 2007.
- 2006 O fabricante de eco ( The Echo Maker ), 2008.
- 2009 Generosity ( Generosity: An Enhancement), 2011.
- 2014 Orfeo ( Orfeo ), Mondadori, 2014.
- 2018 The Overstory, 2019. ISBN 978-8893449021
- 2021 Loss ( Bewilderment ), 2021. ISBN 9788834607411